# Perkarina
Die Perkarina (Percarina demidoffii) ist ein nur im Brackwasser vorkommender Knochenfisch aus der Familie der Echten Barsche (Percidae). Das Artepitheton ehrt den Magnaten und Förderer der Erforschung Südrusslands Anatole Demidoff. Percarina bedeutet kleiner Barsch, kann aber auch eine vermittelnde Stellung der Gattung zwischen Perca und Acerina (früherer Name und heute Untergattung von Gymnocephalus) andeuten.

## Merkmale
Die Weibchen dieser Art werden kaum größer als 10 cm, die Männchen bleiben darunter. Die Fische sind etwas hochrückig und lateral stärker zusammengedrückt als die Arten der Gattung Gymnocephalus. Die Augen sind groß, der Abstand zwischen Maul und Auge entspricht einem Augendurchmesser. Das große Maul ist spitz, die Maulspalte reicht nach hinten bis unter die Augenmitte. Nach Seeley (1886) ist die reibeisenartige Bezahnung des Unterkiefers mit mehreren Reihen spitzer Zähne auffallend, die zum Teil auch nach außen ragen – sie erinnert hiemit an die der Schnepfenaale, die auch hauptsächlich lang- und vielbeinige Garnelen fressen (es kommt darauf an, dass die "Schwebegarnelen" am Unterkiefer hängen bleiben und sich nicht durch Abreißen einzelner, leicht regenerierbarer Extremitäten durch ihren Abdomen-Rückstoß aus dem Maul befreien). Die Kopfseiten sind unbeschuppt. Die Kopfseitenlinien sind ähnlich wie bei den Kaulbarschen entwickelt (Schleimgruben). Der Hinterrand des Vordeckels ist gesägt, der Kiemendeckel läuft in einen breiten Dorn aus. Der Körper ist von kleinen Kammschuppen bedeckt, 65 bis 76 zählt man entlang der Seitenlinie. Der Körper ist fast durchscheinend. Die Färbung des Rückens ist milchig weiß, beiderseits der Rückenflossenbasen befinden sich meist acht oder neun runde oder unregelmäßig geformte, graue Flecken. Auch entlang der Seitenlinie können sich schwarze Punkte befinden. Die Stachelstrahlen der Bauchflosse sind schwarz. Die Schwanzflosse ist tief gegabelt.
Flossenformel: D1 IX–XII, D2 II–III/10–13, A II/8–11; ca. 33 Wirbel

## Verbreitung und Lebensraum

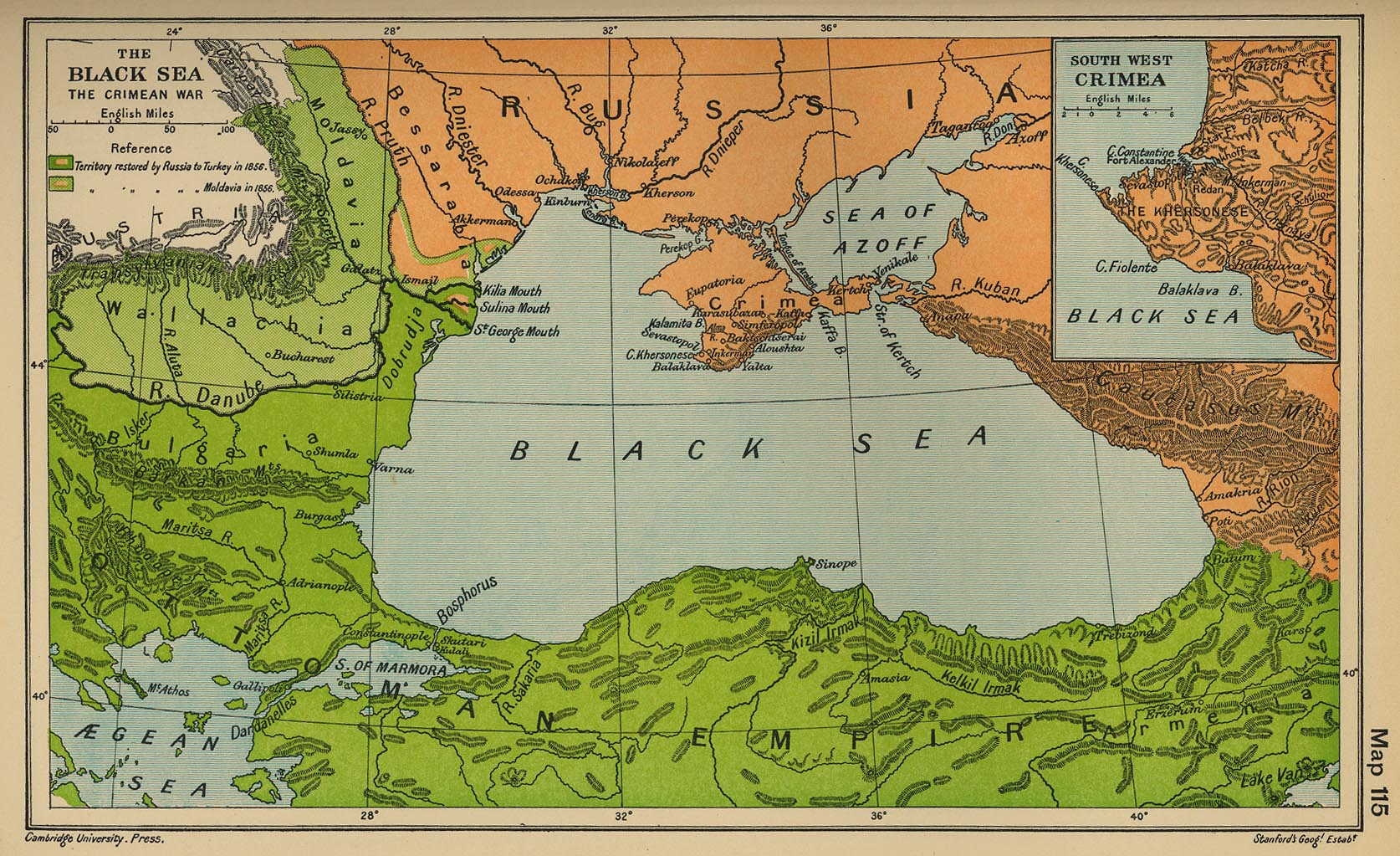
Ins Schwarze Meer mündende Ströme

Das Verbreitungsgebiet der Perkarina liegt im südlichen Russland, der südlichen Ukraine und wahrscheinlich in der Republik Moldau. Sie kommt im Nordwestteil des Schwarzen Meeres und in den Mündungen und Küstenseen von Dnjestr, Südlichem Bug und Dnepr vor. 1986 wurde sie auch im Donaudelta (Rumänien) nachgewiesen. Die Art lebt laut Bogutskaja 2008 nur in Brackwasser von 1 bis 8 ‰ Salinität: sie stellt ein Relikt aus der Paratethys dar. Am häufigsten ist sie in Wassertiefen um 5 m über schwarzem (eutrophem) Schlamm.

## Lebensweise
Die Art lebt in Schulen in der Nähe des Gewässerbodens. Hauptnahrung sind benthische Wirbellose, aber auch Schwebegarnelen (Mysida) und kleinere Fische (bei Geschlechtsreifen) werden gefressen. Die Tiere laichen von Mai bis August in küstennahen Bereichen nahe den Flussmündungen über Sand- und Schlammboden. Der Laich, bis zu 3000 Eier je Weibchen, wird ins freie Wasser über dem Boden abgegeben, zu dem er langsam absinkt. Die Entwicklung verläuft wie bei Percarina maeotica.

## Bestand und Gefährdung
Die Perkarina ist in den mündungsnahen Bereichen der Flüsse und in Küstenlagunen oft häufig. Da alle großen, in das Schwarze Meer mündenden Flüsse mittlerweile Staustufen aufweisen, durch die die Zuflussmengen von Süßwasser sinken, steigt der Salzgehalt im Lebensraum der Art an, wodurch sie bedroht sein könnte. Nach Erhebungen im Jahr 1996 stuft die IUCN Percarina demidoffii daher als gefährdet ("vulnerable") ein.

## Belege